# Pivovar Nová Paka
Pivovar Nová Paka je jeden z významných pivovarů krkonošské, resp. podkrkonošské oblasti. Nachází se ve městě Nová Paka, jeho sídlo včetně hlavní podnikové prodejny je na adrese Pivovarská 400.

## Současný provoz pivovaru
Objemem své produkce se pivovar řadí mezi středně velké pivovary. Ta je výrazně orientována na export, téměř 60 % celé produkce piva směřuje do zahraničí. Mezi tradičními vývozní trhy patří Německo, Litva, Polsko, Slovensko, Švédsko, Finsko, Dánsko, Estonsko, Maďarsko a Francie. Své zákazníky má novopacké pivo i v Číně, Jižní Koreji, Izraeli, USA či Kanadě.
Díky nepřetržité tradici výroby piva a citlivým rekonstrukcím, stavebním úpravám v duchu původní architektury, je možné vidět pivovar tak, jak byl v roce 1872 postaven a v rámci exkurze si prohlédnout, jak je pivo vařeno v původních prostorách i dnes.

## Současný sortiment

### Brouček
- světlé výčepní pivo (10°), obsah alkoholu 4 %. Balení: sklo 0,5 l; PET 1,5 l; KEG 15, 30 a 50 l.
Název je odvozen od knihy Svatopluka Čecha Nový epochální výlet pana Broučka, tentokráte do XV. století z roku 1888. Brouček bylo ve své době vůbec první 10° pivo s nalepovanou papírovou etiketu na lahvi (do té doby se původ a stupňovitost udávaly pouze vyražením na víčku) a původní etiketa měla dokonce na sobě obrázek klasického opilce s bříškem. 

### Kryštof
- světlé výčepní pivo (11°) plnější chuti, obsah alkoholu 4,5 %. Balení: sklo 0,5 l; minisoudek 5 l; KEG 15, 30 a 50 l.
Název je odvozen od jména českého šlechtice Kryštofa Haranta (popraveného roku 1621), jemuž patřil nedaleký hrad Pecka. 

### Kumburák

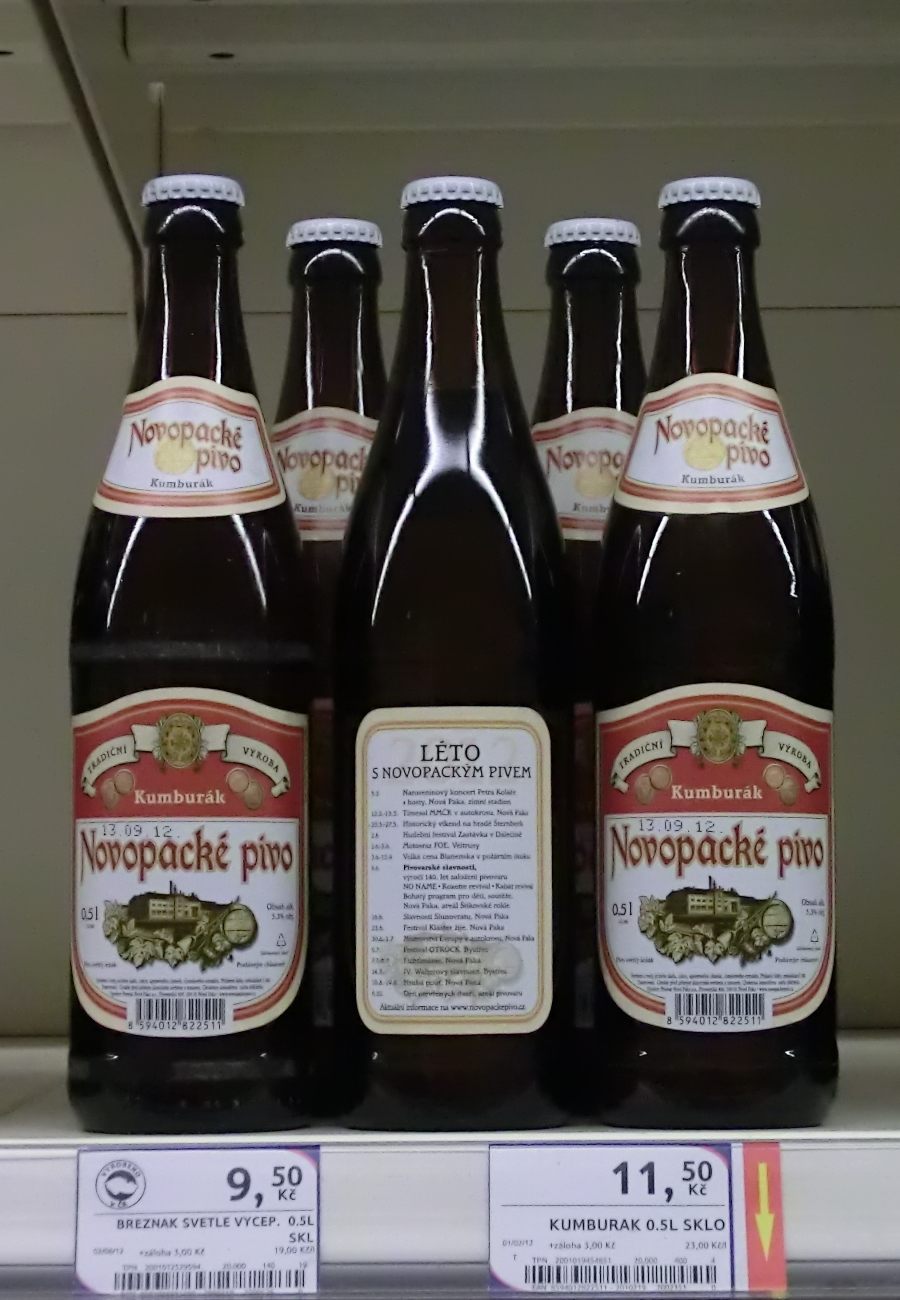
Láhve piva „Kumburák“

- světlý ležák (12°) plné chuti se sametovou pěnou, obsah alkoholu 5 %. Balení: sklo 0,5 l; PET 1,5 l; KEG 15, 30 a 50 l.
Název je odvozen od zříceniny gotického hradu Kumburk, který leží cca 6 km od Nové Paky a byl zbořen roku 1658. Ruiny jsou dnes oblíbeným místem pro výlety.

### Granát
- tmavý ležák (12°) sladší chuti s hustou pěnou, obsah alkoholu 5 %. Vhodný k řezání světlých druhů. Balení: sklo 0,5 l; KEG 15 a 30 l.
Název odkazuje na barvu minerálu pyropu = Českého granátu, coby kamene spojovaného s ohněm, vášní, láskou a čistotou srdce.

### Podkrkonošský speciál

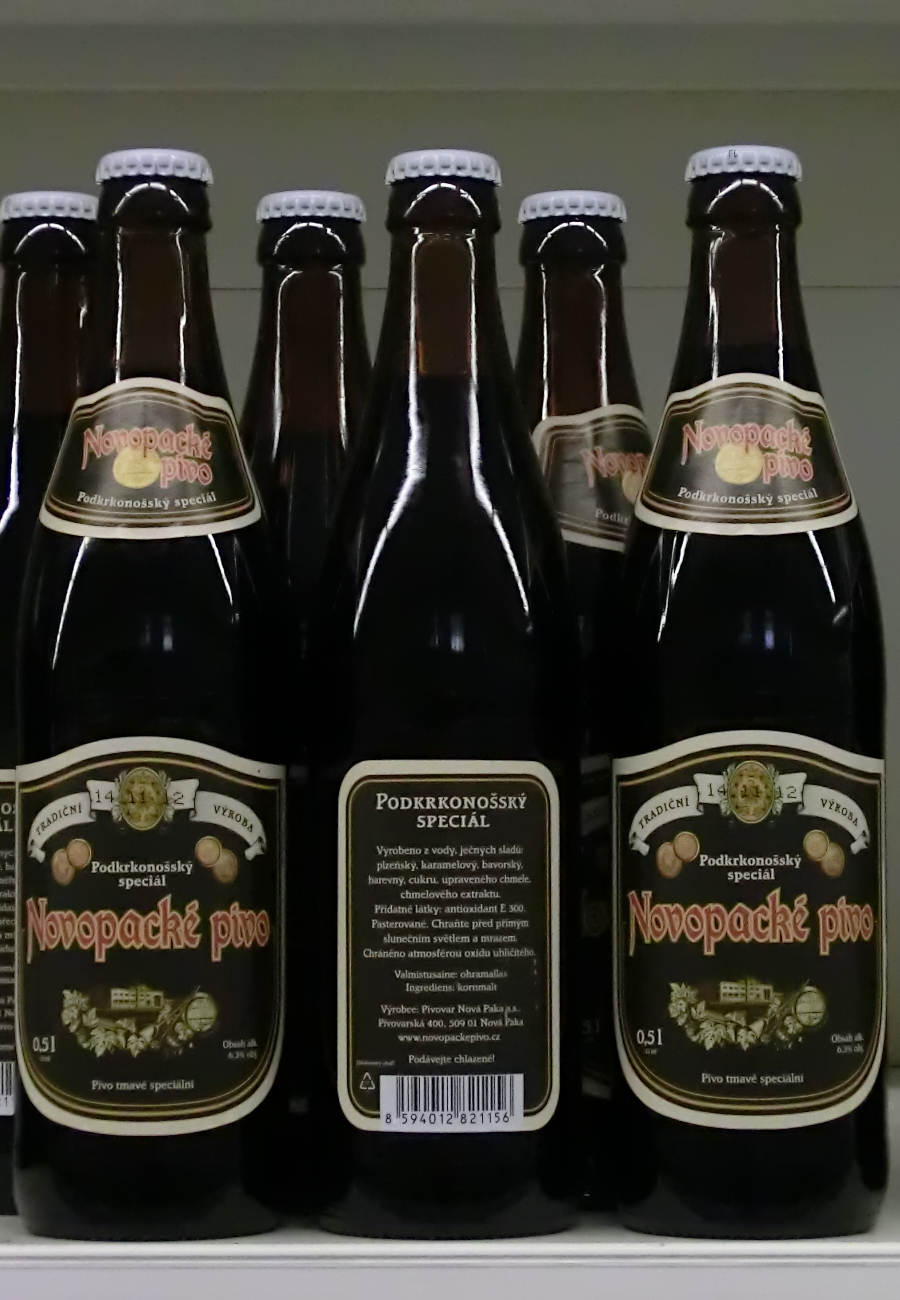
Láhve piva „Podkrkonošský speciál“

- světlý speciál (14°), se zřetelnou hořkostí, obsah alkoholu 6,3 %. Balení: sklo 0,5 l; KEG 15, 30 a 50 l.
Toto pivo bylo poprvé uvařeno roku 1997 u příležitosti 125. výročí založení pivovaru a pojmenováno Výroční. Vysoká poptávka však znamenala zařazení speciálu do stálého sortimentu a v roce 2005 se pivo dočkalo nového pojmenování.

### Podkrkonošský speciál tmavý
- tmavý speciál (14°), s hořkosladkou karamelovou chutí a aromatem praženého sladu, obsah alkoholu 6,3 %. Balení: sklo 0,5 l.
Toto pivo ze čtyř druhů sladu bylo původně uvařeno koncem roku 2005 jako "vánoční překvapení", pro velký úspěch se dočkalo zařazení do standardní nabídky.
Ocenění: 1. místo na Žateckých slavnostech chmele - Dočesná 2006, 3. místo na Slavnostech piva 2006 v Českých Budějovicích, 4. místo na Žateckých slavnostech chmele - Dočesná 2007

### Valdštejn

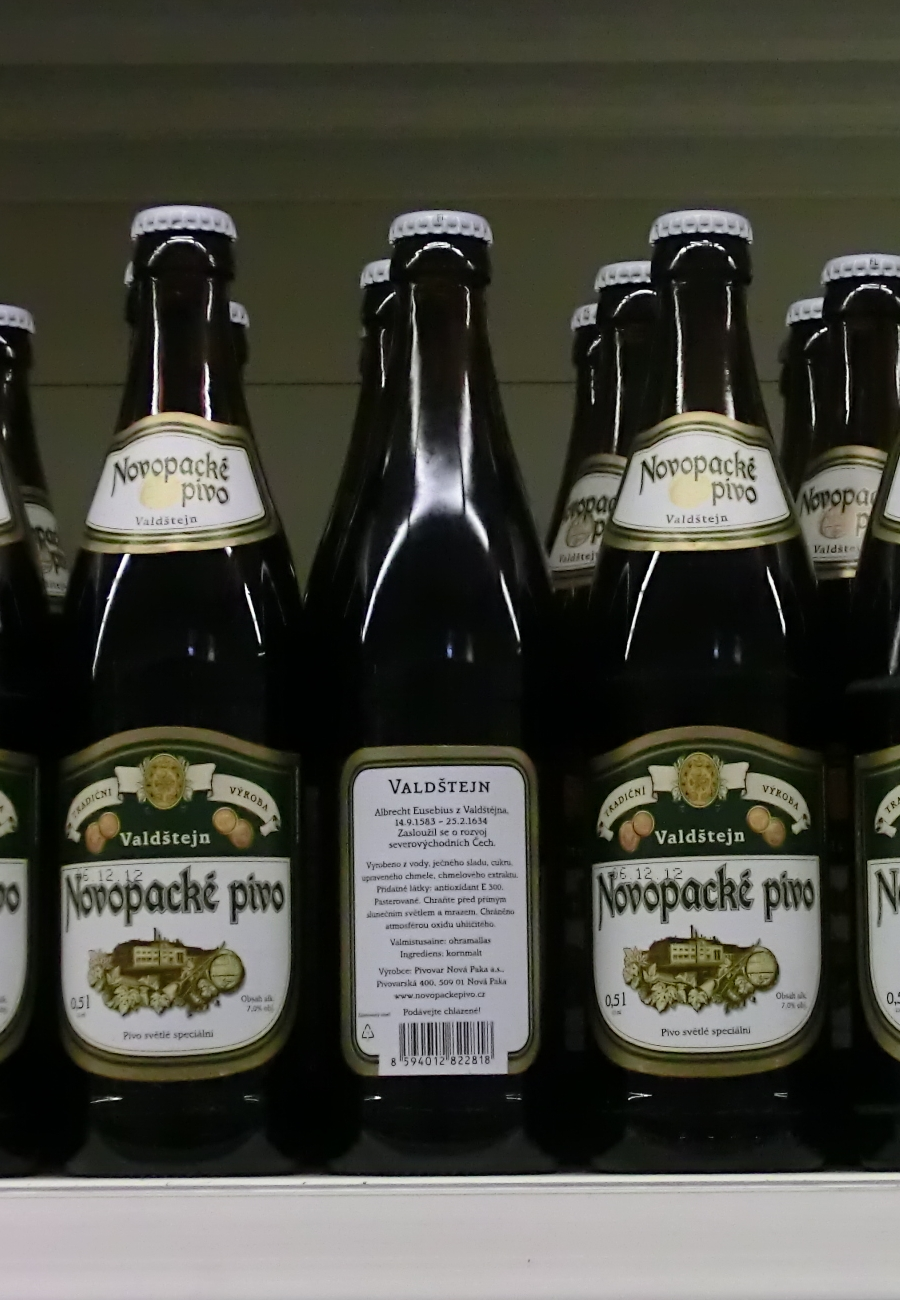
Láhve piva „Valdštejn“

- světlý speciál (15°) s hořkou chutí, obsah alkoholu 7 %. Balení: sklo 0,5 l.
Pojmenování piva odkazuje na osobnost Abrechta Václava Eusebia z Valdštejna, který se zasloužil i o rozvoj východočeského regionu včetně jičínska.

### Hemp Valley Beer
- speciální pivo (11°) nahořklé chuti, s extraktem konopí, obsah alkoholu 4,5 %. Balení: sklo 0,33 l.
Pivo je hluboce prokvašené, doplněné extraktem ze švýcarského konopí rostoucího v horských údolích.

### Hemp Brouczech
- speciální pivo (10°) hořké chuti, s extraktem konopí. Balení: sklo 0,33 l.
Pivo je hluboce prokvašené, doplněné extraktem ze švýcarského konopí rostoucího v horských údolích a nezveřejněnou "speciální ingrediencí".

### Třešňové pivo
- speciální pivo s příchutí třešní. Balení: sklo 0,5 l (nevratná lahev s fóliovou etiketou); KEG 30 l.
Pivo bylo prvně uvařeno koncem léta 2009.

### Motobrouk
- nealkoholické pivo, a kvalitní pěnou, výraznější hořkostí a řízem. Je vyráběné klasickou přírodní cestou, bylo oceněno 1. místem na 16. mezinárodní výstavě PRODEXPO v Moskvě.

## Historie

### Prapůvodní pivovar
První novopacký pivovar vznikl pravděpodobně počátkem XIV. století a byl umístěn pod novopackým náměstím na pravém břehu Brdského potoka, zhruba v místech dnešní farské zahrady. Roku 1563 však celé město i s pivovarem vyhořelo a až roku 1583 bylo uděleno oprávnění k výstavbě nového pivovaru. Pivo se zde však nevařilo příliš dlouho, roku 1601 totiž novopačtí občané vyměnili právo várečné za osvobození města od dávek a roboty a od té doby byla Nová Paka zásobena pivem z vrchnostenského pivovaru v Dřevěnicích.

### Snahy o vzkříšení
Roku 1791 byl v Nové Pace zřízen magistrát a město se tak do značné míry osvobodilo od vlivu vrchnosti. Od té doby se také datují první snahy o legální obnovu práva várečného, šlechta však dál úspěšně blokovala jakékoliv kroky ke zřízení měšťanského pivovaru a držela si na dodávky piva v Nové Pace monopol. Tento stav trval mnoho desítek let a vyvolaný soudní spor byl ukončen až v roce 1853 všeobecným zrušením roboty.

### Založení nového pivovaru
1. dubna 1870 se konala ustavující valná hromada pro založení Akciové společnosti pro vybudování parostrojního pivovaru v Nové Pace (majoritním akcionářem byla obec Nová Paka), kromě shromáždění potřebných financí byla vybrána i definitivní lokalita pro nový pivovar. V průběhu následujícího roku dodala pražská firma J. V. Novák stavební a technologickou dokumentaci a dne 29. března 1871 se konalo slavnostní zahájení stavby pivovaru v novogotickém slohu firmou architekta Fr. Wolfa.
Jako první byly dostavěny základní technologické jednotky: varna, spilka, sklep a sladovna, v dosud omezených prostorách došlo dne 25. července 1872 k zahájení prvního provozu. Během tohoto a následujícího roku došlo k dokončení všech potřebných stavebních i technologických prací a pivovar se rozjel na plný výkon. K ledování sloužily pivovaru přilehlé rybníky.

### Rozšiřování
Zájem o novopacké pivo z parostrojního pivovaru byl obrovský. Již koncem 70. let kapacity nepostačovaly a tak se v 80. a 90. letech přistavovaly a rozšiřovaly další ležácké sklepy, spilka, půdní prostory pro skladování ječmene a sladu, rozšířena byla i lednice a došlo k posílení strojovny.
Roku 1903 byla vyzděna nová studna v nedalekém Loučení, odkud byla voda přivedena 800 m dlouhým potrubím. V roce 1905 byla dostavěna jak sladovací humna a nová lednice, tak nové obchodní místnosti. Roku 1906 byla strojovna rozšířena o druhý parní kotel.
V roce 1907 byla na základě požadavku Okresního hejtmanství rozbořena stará budova pivovarského hostince na náměstí a postavena nová, komfortní budova hotelu s tanečním sálem. Budova v secesním stylu je dnes známa jako hotel Centrál, k jeho zprovoznění došlo roku 1908. Šlo však o jednu z posledních investičních akcí před válkou, neboť se začala projevovat ekonomická stagnace a snižování odbytu. V dalších letech byly prováděny jen nutné opravy bez podstatnějších investic do budoucna.

### První světová válka
Válečná léta citelně poznamenala celou Evropu a ani novopacký pivovar nebyl ušetřen. Byl zaznamenán pokles produkce, chybějící vstupní suroviny vedly k používání náhražek a kvalita piva byla udržována na přijatelné úrovni jen s velkými obtížemi. Veškeré investice do podniku byly nemyslitelné a jen s velkým vypětím sil byl udržován aspoň základní technologický provoz.

### První republika
První poválečná léta se nesla ve znamení pomalého oživování ekonomiky. Postupně se daří obnovovat strojní vybavení, stavby i celou technologii tak, aby 50. výročí pivovaru mohlo být oslaveno v důstojných podmínkách.
S nastupující konjunkturou poloviny 20. let se připravuje zásadní rekonstrukce celého pivovaru. Velmi k tomuto rozhodnutí přispělo i zlikvidování konkurenčního pivovaru v blízkém městysu Pecka, který byl novopackým pivovarem odkoupen k 1. červenci 1926 (za celkovou částku 220 tisíc korun) – prakticky ze dne na den v něm zrušil veškerou výrobu, postupně odvezl zásoby surovin a následně zlikvidoval strojní vybavení tak, aby za několik měsíců mohl nabídnout k odprodání vybrakované budovy peckovského pivovaru. Novopacké pivo tak ovládlo celý region jihovýchodního Podkrkonoší a západního Jičínska.
Připravované rekonstrukce se uskutečnily záhy: v letech 1927 — 28 byly zprovozněny nové technologie sladovny, filtrační zařízení, kvasné kádě, stáčírny sudů atd. V tuhé zimě 1928/29 byla zprovozněna nová varna a v následujících letech došlo k dalším stavebním úpravám (včetně např. zasedací síně). Díky rekonstrukcím byl zracionalizován provoz, hospodářskou krizi 30. let přečkal pivovar bez větších šrámů a prosperoval až do konce 30. let.

### Druhá světová válka
Odtržení Sudet v září 1938 znamenalo první omezení odbytu: hranice zbytkového Česko-Slovenska (resp. Protektorátu) a Říše vedla jen několik kilometrů od Nové Paky (v Protektorátu) a znamenala odtržení i mnoha desítek významných odběratelů. Přesto tento fakt nemá příliš fatální dopady a pivovar dál vcelku dobře funguje, došlo mj. k výrazné modernizaci parní kotelny, k postavení nových stájí pro pivovarské tažné koně či k zavedení nových telefonních linek.

### Budování socialismu
Hned roku 1945 byl pivovar podřízen národní správě, přestože se jeho vedení nijak neprovinilo např. kolaborací s nacistickým režimem. Okresní národní výbor na základě tlaku dozorčí rady pivovaru tuto národní správu v dubnu 1946 zrušil a pivovar se vrátil původním akcionářům. Ovšem jen dočasně…
Pokračují stavební a technologické investice, mj. vybetonování humen, dílčí rekonstrukce výrobních zařízení, stavba 4 bytových jednotek apod.
25. července 1947 bylo připomenuto 75. výročí zahájení výroby v novopackém pivovaru – ovšem bez větší oslavy. Správní rada se totiž rozhodla namísto do oslav investovat do úprav hotelu Centrál. Jako by se tím předznamenalo budoucí dění.
K 1. červenci 1948 byl pivovar Nová Paka znárodněn a podřízen Generálnímu ředitelství československých pivovarů v Praze, od 20. července 1948 byl začleněn do oblasti ředitelství Podkrkonošských pivovarů n.p. se sídlem v Trutnově a od 29. ledna 1949 (po sloučení Podkrkonošských a Hradeckých pivovarů) do národního podniku Hradecké pivovary. Tím pozbyl dosavadní samostatnosti a veškeré činnosti musely být přinejlepším projednány, spíš však odsouhlaseny "na kraji" a "v ústředí".
Že by však pivovar hospodářsky tratil, se říct nedá: byl určen k ověření nových technologií stáčení, proto došlo k přestavbě starších prostor na stáčírnu lahví – prozatím byla vybavena dvěma ručními šestikohoutovými stroji Staler. Počátkem 50. let byla zlikvidována stará parní strojovna a na jejím místě postavena kompresorová stanice pro dochlazování stávající spilky a předsklepního prostoru. Tato chladicí linka již v létě 1951 jede na plný výkon.
V dalších letech se provádějí jen nutné investice a opravy, až v dubnu 1957 byla zahájena komplexní přestavba technologie finalizace. V rámci jednoho investičního celku vznikly jak nové podlahy, tak zejména skleněné produktovody, vymývače obalů, plniče, korunkovače, dopravníky prázdných obalů i plných bas (s rozbočením válečkové dráhy pro sklad a pro rampu) atd., rekonstrukci završilo zprovoznění nového výkonného stáčecího stroje pro sudy k 1. červenci 1960.
Polovina 60. let je ve znamení dalšího rozšiřování výroby pro zvyšující se zájem zákazníků: roku 1965 byl zprovozněn nový vodní zdroj (75 m hluboký vrt, vydatnost 9 vteřinových litrů) a byly pořízeny i nové ocelové, vnitřně smaltované tanky do ležáckého sklepa: prvních deset v červnu 1966, dalších 15 ks v průběhu roku 1967. Koncem 60. let byla vyměněna stáčecí linka, výrobní technologie byly doplněny např. o deskový chladič u spilky či o maltomobil ve sladovně (stroj na obracení ječmene). Ve stáčírně sudů se objevují první lehké obaly z hliníku, což značně ulehčilo lidské práci.
26. srpna 1972 bylo důstojně oslaveno stoleté jubileum pivovaru jak za účasti vedení Východočeských pivovarů Hradec Králové, n.p. a zástupců ústředních orgánů (Ministerstvo zemědělství a výživy, Národní fronta apod.), tak i běžných zaměstnanců jednotlivých provozoven. Kulturní program obohatily akce na novopackém sportovním stadionu, kde hrál slavný orchestr Karla Vlacha a večerní akce v novopacké sokolovně.

### 90. léta
Do roku 1996 byl novopacký pivovar jedním ze závodů Pivovarů Hradec Králové, s.p.. K 1. 9. 1996 přešel pivovar pod společnost Městský pivovar Nová Paka a.s., ale již v předávacím protokolu rozporoval nový majitel výši závazků podniku a v listopadu 1996 byla podána určovací žaloba u Obchodního soudu pro Prahu 2 na sporné závazky. Nevyřešený soudní spor několik let bránil v řádném rozvoji podniku, přesto podnik prosperoval a jen v roce 1999 stouply prodeje skoro o třetinu.

### Po roce 2000

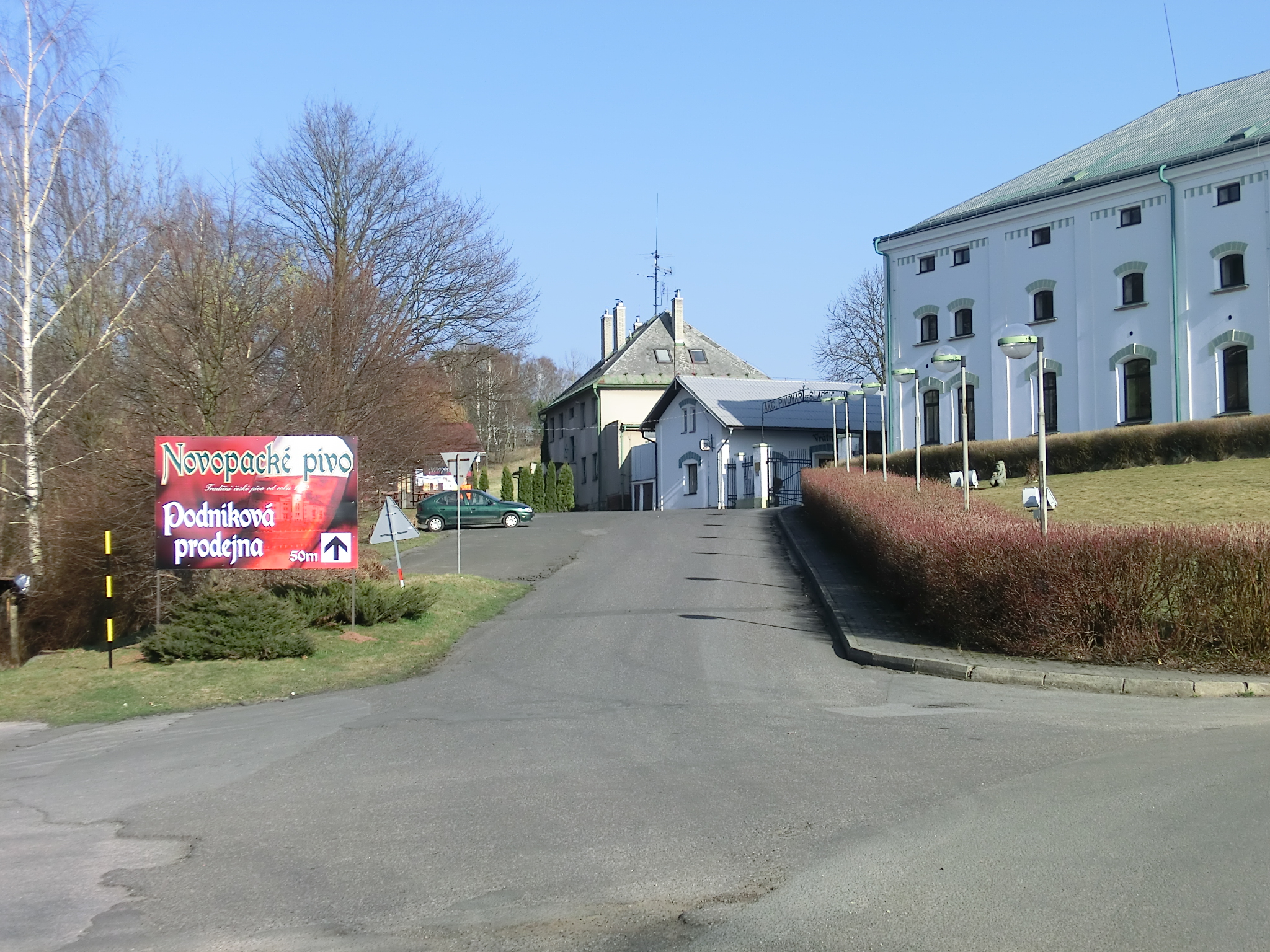
Vjezd do pivovaru je označen výraznou cedulí

Přes prosperitu a množství zakázek stahovali věřitelé z pivovaru takové objemy peněz, že se akciová společnost dostala do hluboké platební neschopnosti a dne 8. 3. 2000 byl na firmu Městský pivovar Nová Paka a.s. prohlášen konkurs. Konkursní správce však rozhodl pokračovat ve všech potřebných provozních aktivitách pivovaru a po dobu konkursu se objem výroby dokonce mírně zvyšoval. Koncem roku 2000 rozhodl věřitelský výbor o vyhlášení výběrového řízení na prodej majetku úpadce a dne 30. 1. 2001 odkoupila konkurzní podstatu společnost Isobuilding a.s., která na své následující valné hromadě dne 22. 2. 2001 přenesla své sídlo do pivovaru a změnila svůj nicneříkající název na Pivovar Nová Paka a.s..
Pivovar byl tímto zachráněn a pokračuje ve svém rozvoji, od roku 2003 probíhají nové rekonstrukce – např. nerezové produktovody, zcela nový monoblok stáčírny lahví (pro skleněné i PET lahve) či výrazné stavební opravy.